# نپنی
نپنی روستائی بود با ۲۰۰ نفر جمعیت در دهستان نرماب بخش دودانگه‌ی شهرستان ساری در یازده هزار گزی جنوب سعیدآباد در کنار راه دهستان پشت‌کوه.
نام این روستا در هیچ‌یک از سرشماری‌های کشور ایران نیامده است چرا که پیش از نخستین سرشماری در سال ۱۳۳۵ خالی از سکنه شده‌است و مردمانش با نزدیک شدن به رودخانهٔ تجن و شالیزارها روستای بندبن را بنیاد نهادند. قابل ذکر است دهستان نرماب در سال ۱۳۶۰ با نام دهستان چهاردانگه به بخش چهاردانگه پیوست شد. امروزه بندبن از روستاهای دهستان چهاردانگه‌ی بخش چهاردانگه‌ی شهرستان ساری به‌شمار می‌آید. همچنین این روستا، واقع در منطقهٔ شهریارکوه می‌باشد.
یکی از خاندان‌های ساکن در این روستا، خاندان شیار (شهریار) بوده که نام این خاندان نیز مانند نام شهریارکوه منسوب به اسپهبد شهریار باوند می‌باشد.